# Austrominius findersi
Austrominius findersi is een zeepokkensoort uit de familie van de Austrobalanidae. De wetenschappelijke naam van de soort is voor het eerst geldig gepubliceerd in 1991 door Bayliss.